# Глухонемота
Глухонемота́ — врождённая или наступившая в раннем детстве глухота, сопровождающаяся отсутствием речи из-за отсутствия звукового контакта с окружающими. При этом, в большинстве случаев, у глухонемых отсутствуют какие либо нарушения голосового аппарата и при соответствующем обучении или хотя бы частичном восстановлении слуха техническими средствами (слуховые аппараты, кохлеарные импланты) вполне возможна звучащая речь. 
Врождённая глухонемота наблюдается, если ребёнок рождается глухим или теряет слух в раннем детстве и не овладевает жестовыми языками, и в дальнейшем не может полноценно научиться говорить. Утрата слуха в детстве или поражения мозга приводят к приобретённой глухонемоте.
Немало глухих овладевает звучащими языками оралистским методом, используя слуховой аппарат и читая по губам, другие же обучаются билингвальным методом и для общения используют жестовый язык.